# مانويلا إم. فيلوسو
مانويلا إم. فيلوسو (بالإنجليزية: Manuela M. Veloso)‏ هي أستاذة جامعية وعَالِمَة حاسوب أمريكية، ولدت في 12 أغسطس 1957.